# Bricy
Bricy é uma comuna francesa na região administrativa do Centro, no departamento Loiret. Estende-se por uma área de 12,67 km². Em 2010 a comuna tinha 567 habitantes (densidade: 44,8 hab./km²).